# Aeroportul Municipal Windom
Aeroportul Municipal Windom (IATA: MWM, ICAO: KMWM, FAA LID: MWM) este un aeroport din Comitatul Cottonwood, Minnesota, Statele Unite ale Americii.
Situat la o altitudine de 430,04232 m, aeroportul dispune de 1 pistă.

## Infrastructură

### Piste
Aeroportul dispune de o singură pistă. Pista 17/35 are suprafața de beton și dimensiunile 3.599 picioare × 75 picioare. 